# Бездільний Микола Павлович
Микола Павлович Безді́льний (нар. 11 листопада 1923, Нові Санжари — пом. 22 жовтня 1980, Бережани) — український радянський графік, живописець, музикант і композитор.

## Біографія
Народився 11 листопада 1923 року в містечку Нових Санжарах (тепер селище міського типу Полтавського району Полтавської області, Україна). Брав участь у німецько-радянській війні.
1951 року закінчив Полтавське музичне училище. Протягом 1951—1955 років працював в музичній школі у місті Збаражі, з 1955 року у музичній школі міста Бережан. В перший рік своєї праці організував естрадний оркестр «Сурми». Невдовзі очолив Бережанську музичну школу.  Протягом кількох років був організатором і керівником студії образотворчого мистецтва в Бережанах, яка 1980 року стала художньою школою.  Помер в Бережанах 22 жовтня 1980 року.

## Творчість
Працюючи в Збаражі, малював пейзажі міста, старовинні пам’ятки архітектури. В Бережанах створив серію живописних і графічних творів, у яких
відобразив природу Прикарпаття. Серед робіт:
графічні
- «Цегельний завод» (1977);
- «Рідна земля» (1980);

живописні
- «Верховинка» (1964);
- «Верби над річкою» (1978);
- «Дощ іде» (1980).

З 1962 року займався різьбою по дереву, карбуванням на металі, тисненням на шкірі, скульптурою та керамікою, робив витинанки, аплікації. Всього понад 600 творів різних жанрів. 
Брав участь у виставках з 1952 року у Львові, Києві, Тернополі, Москві.
Роботи художника зберігаються в музеях і приватних колекціях в Україні, зокрема в Музеї етнографії та художнього промислу у Львові, Тернопільському художньому музеї, Бережанському краєзнавчому музеї, Канаді та США.

## Відзнаки, пам'ять
- Нагороджений медалями «За перемогу над Німеччиною» (9 травня 1945), «За відвагу» (24 вересня 1966)[3];
- Заслужений майстер народної творчості УРСР з 1973 року;
- Почесний громадянин Бережан (посмертно; рішення сесії Бережанської міської ради № 76 від 31 липня 1998 року)[1].

В 2000 році іменем Миколи Бездільноно названа Бережанська школа мистецтв. Одна з вулиць міста Бережан носить його ім'я.